# Хикокс, Энтони
Энтони Хикокс (англ. Anthony Hickox; 30 января 1959, Хампстед, Большой Лондон — 9 октября 2023, Бухарест) — британский кинорежиссёр, актёр, сценарист и кинопродюсер.

## Биография
Родился в творческой семье. Отец его, Дуглас Хикокс, также был кинорежиссёром. Зная, что Энтони интересуется жанром «хоррор», он снимает в 1973 году специально для него комедийный хоррор-фильм Театр крови. В то же время сам отец относился негативно к такого рода кинопродукции. Согласно интервью Хикокса, данном им в 2008 году, он ещё в юном возрасте отдаёт предпочтениям просмотру хоррор-фильмов, иногда без разрешения родителей включая телевизор по ночам (как правило, речь шла о фильмах производства британской кинокомпании Hammer-Films). Впоследствии его наиболее известные кинофильмы также относятся к категории «фильмов ужасов». Поставил около 25 фильмов. Режиссёрский дебют Хикокса состоялся в 1988 году, это лента «Музей восковых фигур». Также в рамках поставленного им кинофильма Восставший из ада 3: Ад на земле Хикокс снимает видеоклип британской рок-группы Motörhead. Хикокс был автором целого ряда телевизионных сериалов на американском телевидении (Сериалы Чужое лицо, Крылья из стали и др.). Хикокс снимался в кино, как актёр он задействован более, чем в 20 киноработах.
Энтони Хикокс был женат на киноактрисе Мадлен Анеа (Madeline Anea).
Последние годы своей жизни Энтони Хикокс провёл в Румынии. Здесь он также продолжал свою творческую деятельность, и как актёр, и как режиссёр. Последний снятый им кинофильм, был выпущен в 2020 году. Скончался Хикокс неожиданно. Друзья и знакомые сообщили румынской полиции, что длительное время кинорежиссёр «не выходит на связь», и полиция в результате проведённых розыскных мероприятий обнаружила его умершим. Сын Энтони Хикокса живёт в России.

## Фильмография (избранное)
- 1988: Музей восковых фигур (Waxwork)
- 1990: Закат: вампиры в изгнании (Sundown — The Vampire in Retreat)
- 1992: Музей восковых фигур 2: Затерянные во времени (Waxwork II: Lost in Time)
- 1992: Восставшие из ада 3: Ад на земле (Hellraiser III)
- 1993: Полное затмение
- 1993: Чернокнижник: Армагеддон (Warlock: The Armageddon)
- 1994: Full Eclipse (телесериал)
- 1995: Расплата (Payback)
- 1996: Вторжение в частную жизнь (Invasion of Privacy)
- 1997: Принц Вэлиант (Prince Valiant)
- 1999: Воздушный охотник
- 2000: Внезапный удар
- 2000: Заражённый (Contaminated Man)
- 2001: Последнее бегство (Last Run)
- 2003: Последствия (Consequence)
- 2004: Взрыв (Blast)
- 2009: Лезвие ножа (Knife Edge)
- 2015: Исход в Шанхай (Exodus to Shanghai)

## Телевидение
- Нью-Йорк. Под прикрытием. (New York Undercover, episode 3: Missing (1994)
- Экстремальный (Extreme) (1995)
- Двое (Two) (1995)
- Полуостров. Крылья из золота (Pensacola: Wings of Gold, episode: Broken Wings (1998)
- Законы войны (Martial Law (1998)
- Shoot Me! (2003)